# William Joyce
William Joyce (Nueva York, 24 de abril de 1906 - Londres, 3 de enero de 1946), conocido despectivamente como "Lord Haw-Haw" (si bien este fue un alias empleado para más personas), fue un activista político y locutor de radio de origen angloestadounidense que trabajó para el gobierno nacionalsocialista alemán durante la Segunda Guerra Mundial.

## Biografía
Nacido en Estados Unidos, e hijo de una familia unionista (de padre irlandés y madre inglesa), siendo joven se afilió al partido fascista británico (British Fascist Ltd.) y más tarde a la Unión Británica de Fascistas. En una pelea se rompió la nariz, que no llegó a curarle bien y que le otorgó un timbre gangoso a su voz (lo que motivó el sobrenombre de Lord Haw-Haw).
En 1939 se marchó a Berlín y se pone al servicio del gobierno de Adolf Hitler, trabajando en su aparato de propaganda como locutor del programa "Germany Calling", emitido a través de la estación Radio Luxembourg y dirigido a la población inglesa. Si bien escuchar este tipo de emisoras era ilegal en tiempos de guerra, las retransmisiones se hicieron populares entre los británicos, sobre todo por el estilo mordaz de William Joyce.
Terminada la guerra, Joyce fue capturado por las fuerzas aliadas, trasladado al Reino Unido y juzgado por alta traición. Fue ahorcado el 3 de enero de 1946 cerca de Londres. Su verdugo fue el famoso Albert Pierrepoint.